# Zonitis macroxantha
Zonitis macroxantha is een keversoort uit de familie van oliekevers (Meloidae). De wetenschappelijke naam van de soort is voor het eerst geldig gepubliceerd in 1887 door Fairmaire.